# Sociedade Brasileira de Geografia

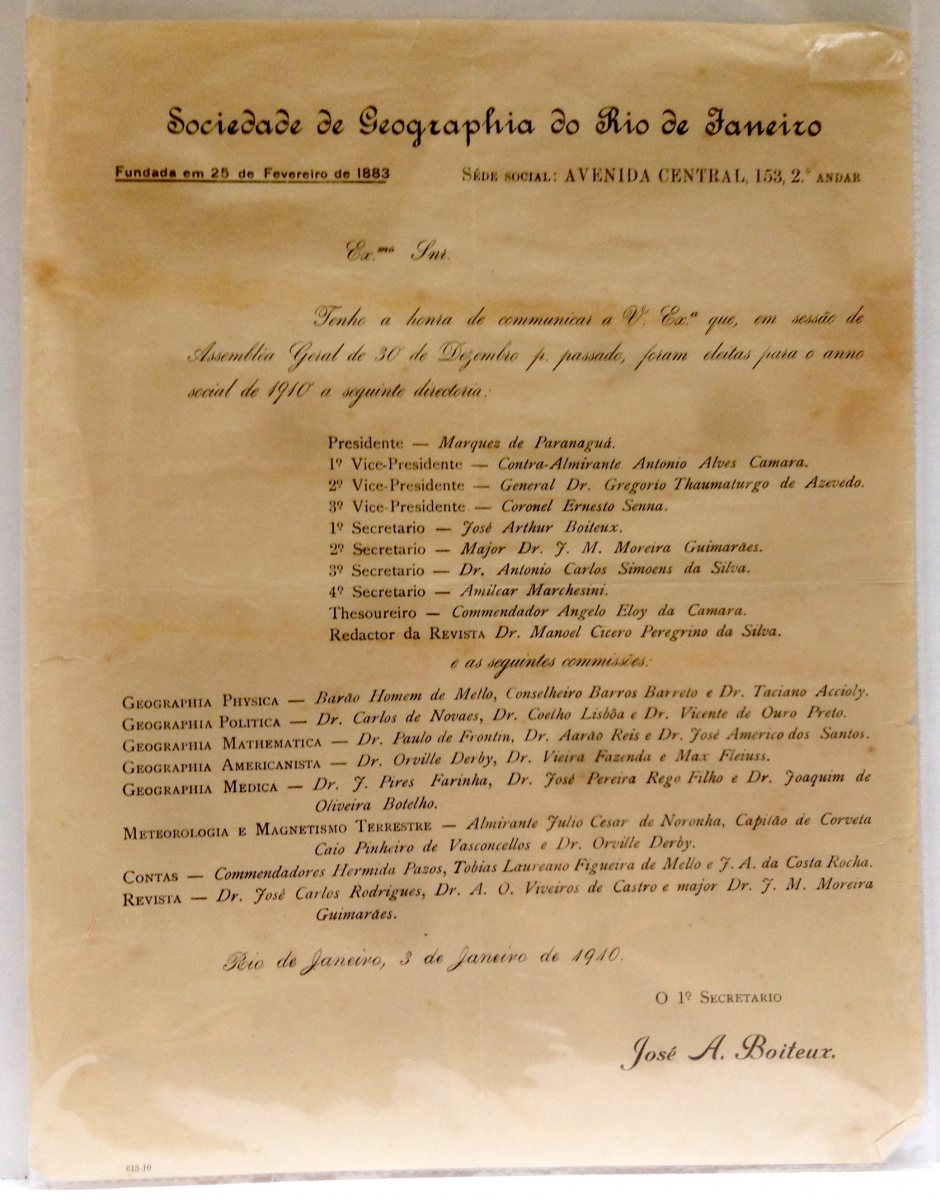

A Sociedade Brasileira de Geografia é uma organização brasileira fundada em 1883 na cidade do Rio de Janeiro, cuja destinação é o estudo e o conhecimento dos fatos e documentos relativos à geografia do Brasil. Sua denominação atual foi adotada a partir de 1945, já que originalmente chamava-se «Sociedade de Geografia do Rio de Janeiro», tendo como modelo inspirador a Sociedade Geográfica de Paris.